# Alexei Semjonowitsch Akimow
Alexei Semjonowitsch Akimow (russisch Алексей Семёнович Акимов; * 1799 im Gouvernement Charkow; † nach 1861) war ein russischer Marineoffizier und Schiffbauer.

## Leben
Akimow stammte aus einer Soldatenfamilie. Von 1816 bis 1824 studierte er an der Schwarzmeer-Steuermann-Schule in Nikolajew mit Abschluss als Steuermann-Assistent der XIV. Rangklasse. Darauf diente er auf dem Linienschiff Parmen, auf dem Brandwacht-Schiff im Nikolajewer Hafen und dann auf der Admiralsyacht Utecha.
Im Mai 1826 wurde er auf Anweisung des Kommandeurs der Schwarzmeerflotte Admiral Alexis Greigh mit anderen jungen Marineoffizieren als Kandidat für ein Praktikum in England zum Studium des Schiffbaus ausgewählt. Mit fünf Kandidaten wurde er zum Erlernen der englischen Sprache einer Steuermann-Kompanie zugeteilt, die der Vize-Kriegsschiff-Meister Alexei Meletin unterrichtete. Im Januar 1827 fuhr Akimow auf einem englischen Handelsschiff von Odessa nach London. Während des Auslandsaufenthalts wurde er 1827 zum Podporutschik und 1831 zum Porutschik des Marinesteuermann-Korps befördert.

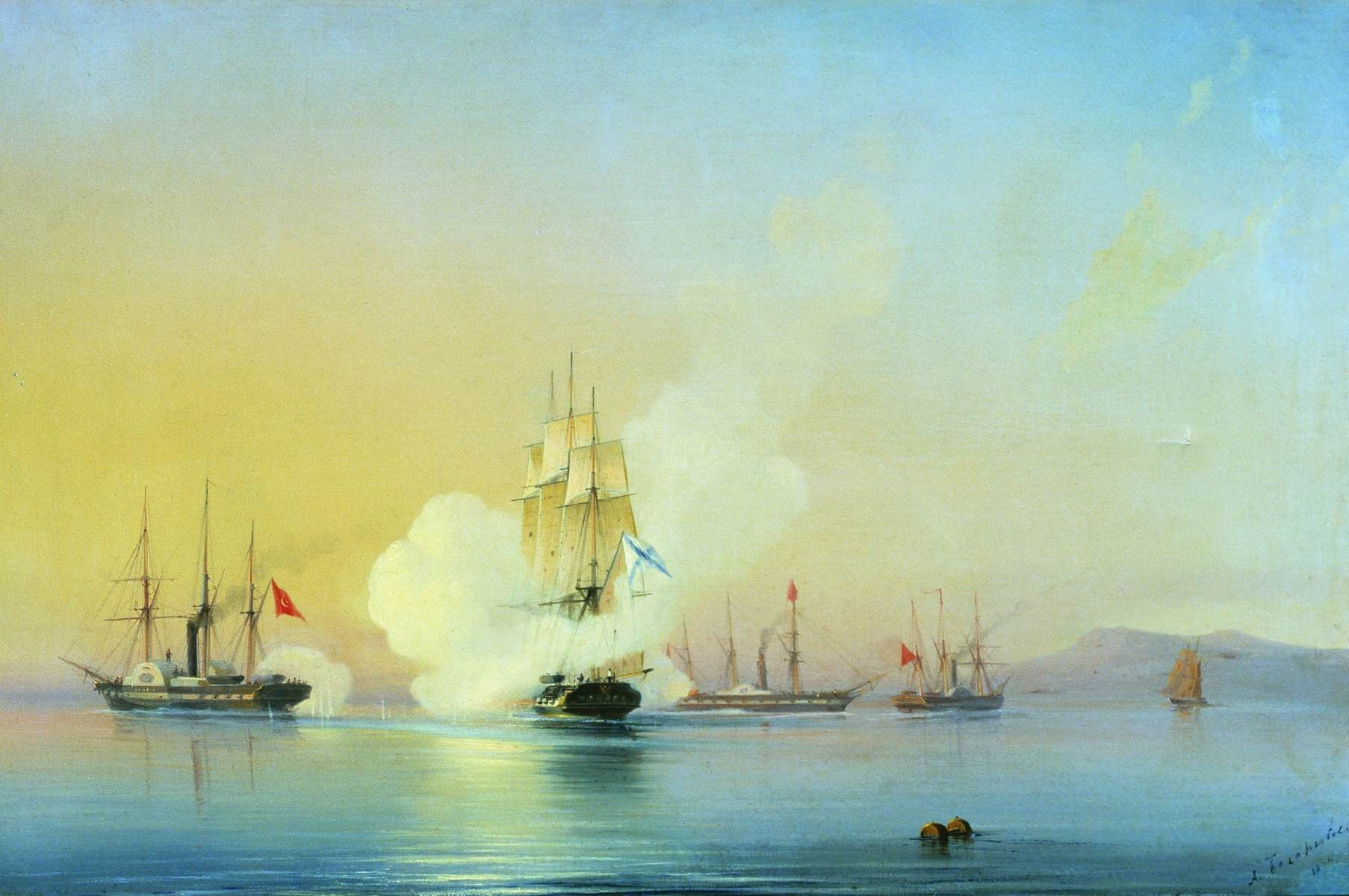
Segel-Fregatte Flora im Kampf gegen drei osmanische Dampfschiffe am Kap Pizunda 1853 (A. P. Bogoljubow, 1854)

Nach der Rückkehr im Frühjahr 1832 erhielt Akimow als Prüfungsaufgabe von Greigh den Auftrag, die 18-Kanonen-Brigg Femistokl nach einer Zeichnung der Brigg Merkuri zu bauen: Kiellegung in der Admiralität Nikolajew im Oktober 1832, Stapellauf im September 1833. Akimow baute weitere Schiffe. 1835 wurde er zum Kapitän ernannt. 1837 überwachte er in Odessa den Bau des Dampfschiffs Mitridat. Im November 1837 legte er die 44-Kanonen-Segel-Fregatte Flora auf Kiel, die im September 1839 von Stapel lief. Weitere Schiffe folgten.
Akimow wurde 1852 nach Sewastopol geschickt, um die Reparatur und den Bau von Schiffen zu leiten. Nach Beginn des Krimkriegs rüstete er die Schiffe für die Seeschlacht bei Sinope aus. Während der Belagerung von Sewastopol hob er gesunkene Schiffe und reparierte sie. 1854 baute er in Sewastopol eine Pontonbrücke über die Bucht von der Südseite zur Nordseite. Nach seiner Erkrankung kehrte er 1855 nach Nikolajew zurück, wo er zum Oberst befördert und zum Inspektor der Schiffbauarbeiten im Hafen Nikolajew ernannt wurde. Er baute eine Brücke über den Dnepr bei Beryslaw für die russischen Truppen. Er organisierte den Bau der strategisch wichtigen 880 m langen Pontonbrücke von Nikolajewa-Warwarowka über den Bug-Liman, die mehr als 100 Jahre lang in Betrieb blieb. Er begann den Ausbau des von Stepan Tschernjawski gebauten ersten 125-Kanonen-Schrauben-Linienschiffs Bosfor (1856 Sinop umbenannt) der Schwarzmeerflotte, das mit einer Dampfmaschinenleistung von 800 PS eine Geschwindigkeit von 11 Knoten erreichte. Weitere Schiffe folgten. Im Januar 1861 wurde er als Generalmajor in den Ruhestand versetzt.

## Ehrungen
- Russischer Orden des Heiligen Georg IV. Klasse (1856)